# 紅花月桃
紅花月桃（学名：Alpinia purpurata）为薑科月桃屬下的一个种。

## 圖片

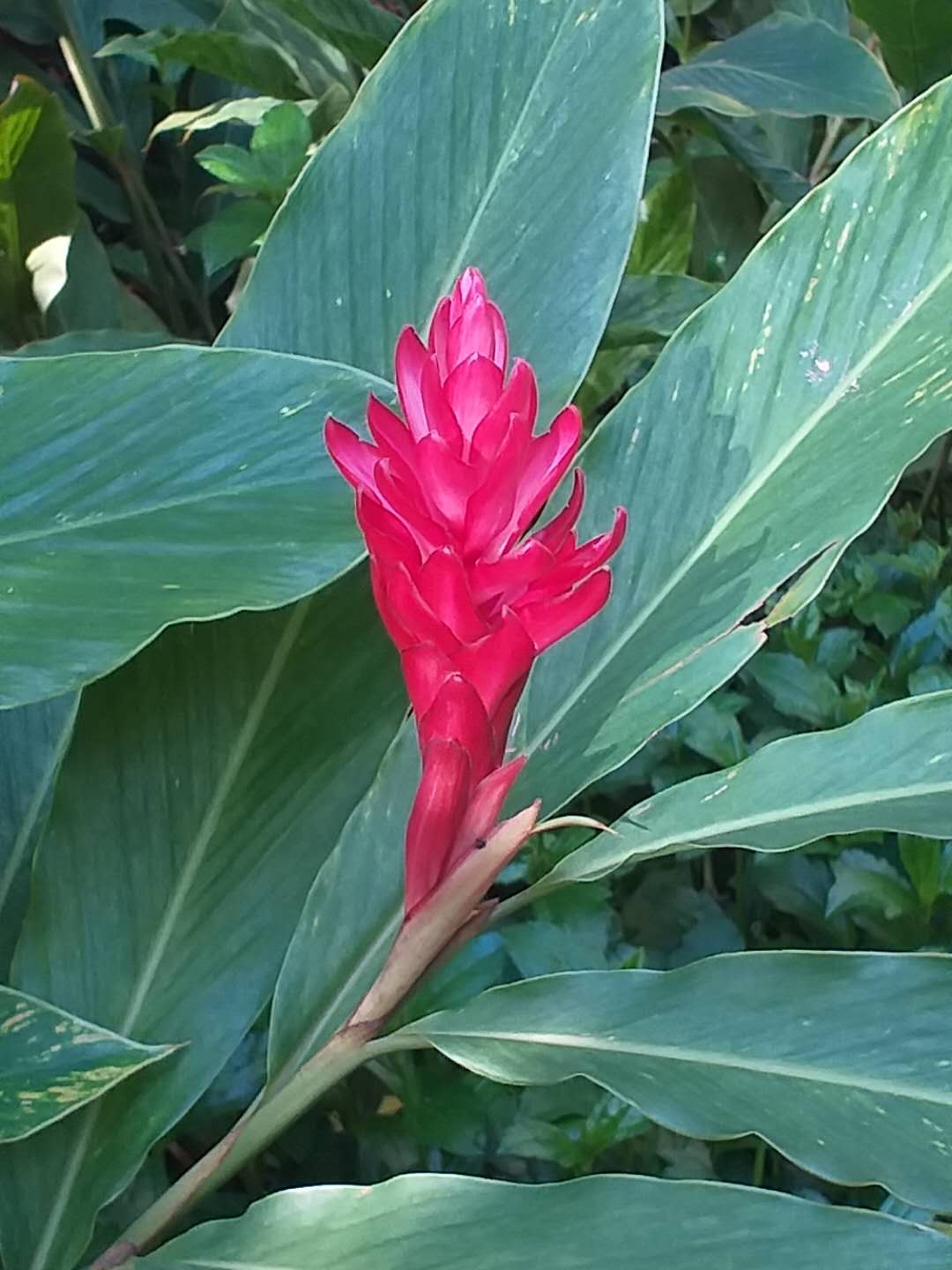
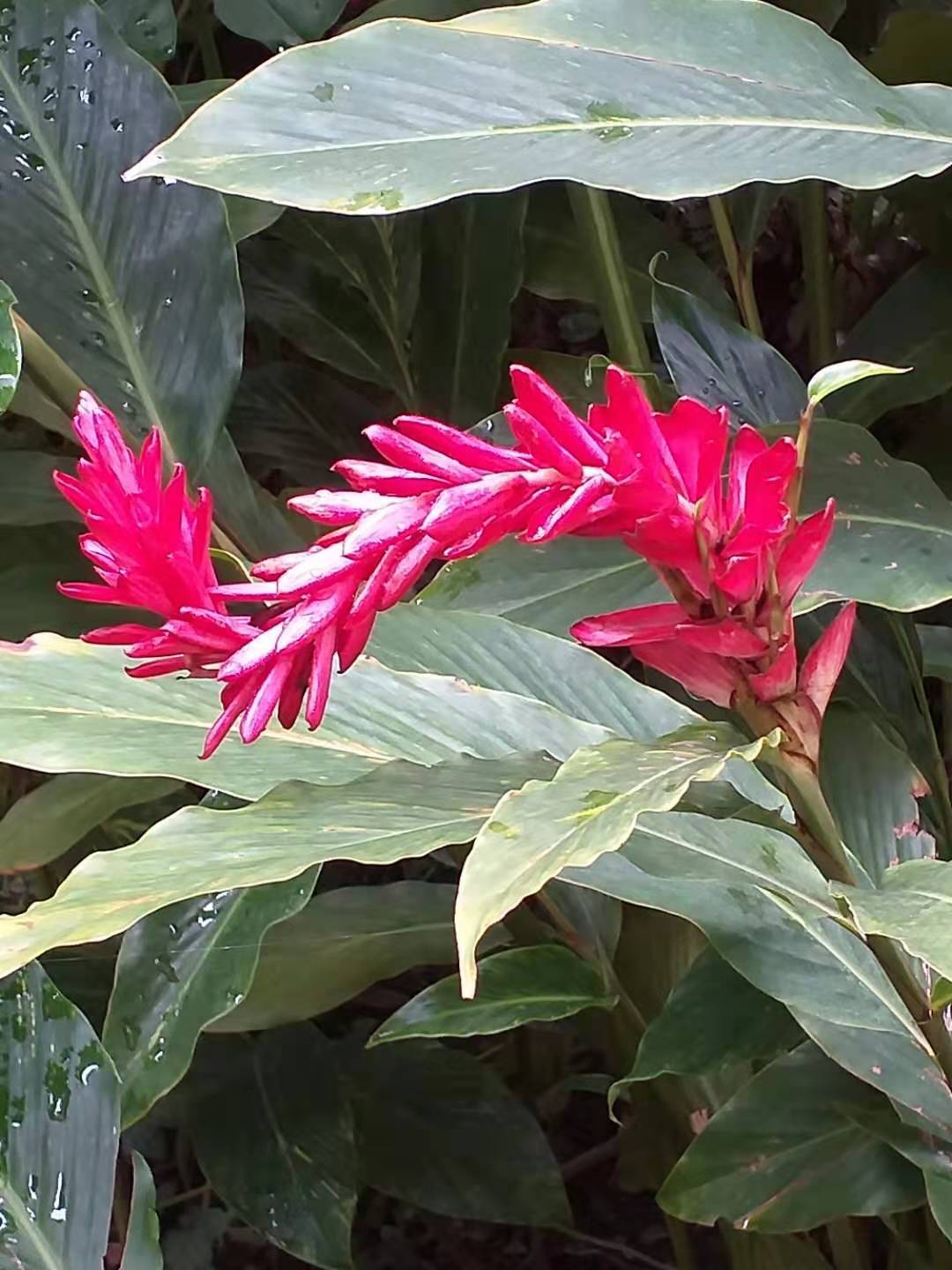
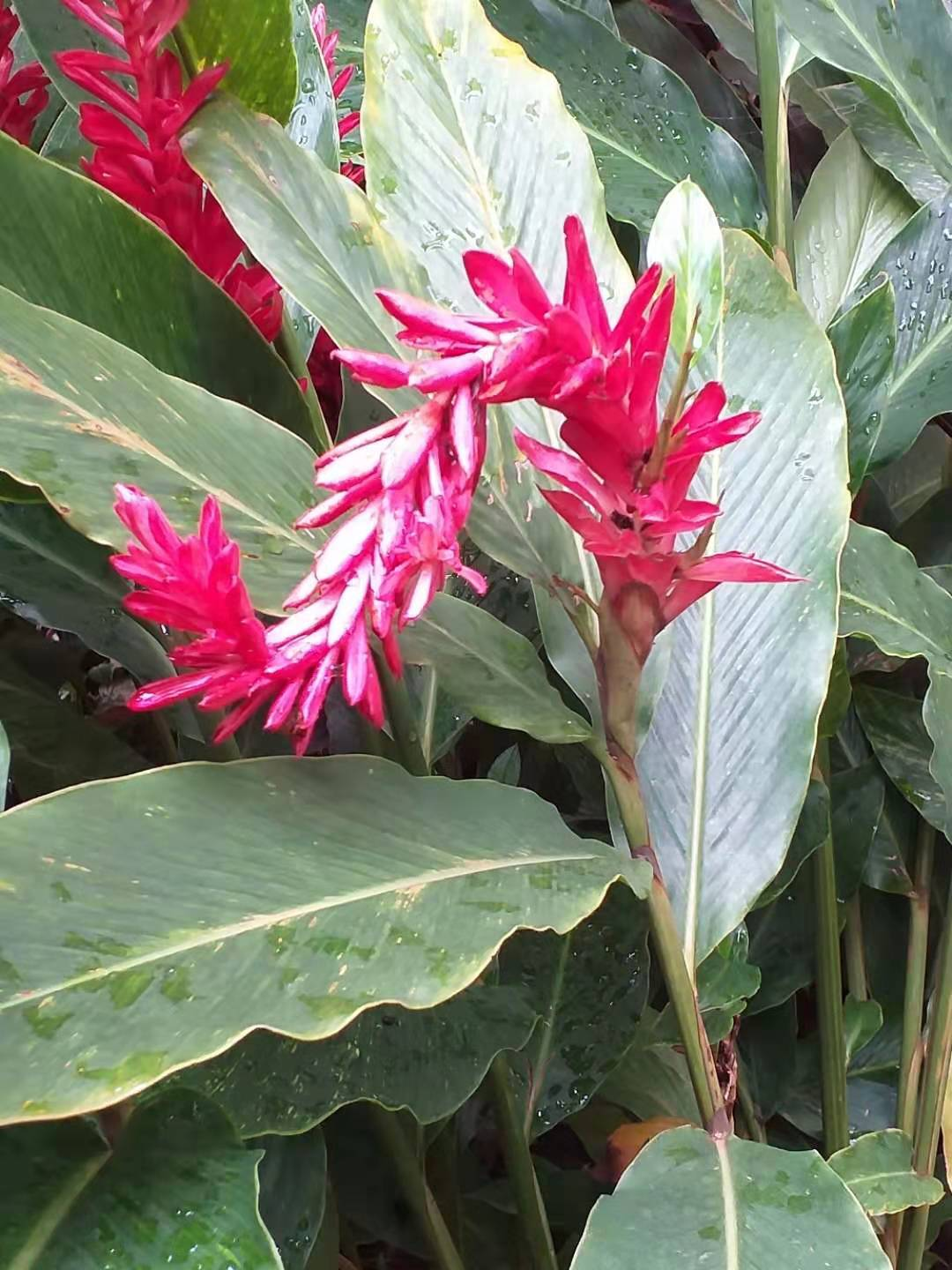
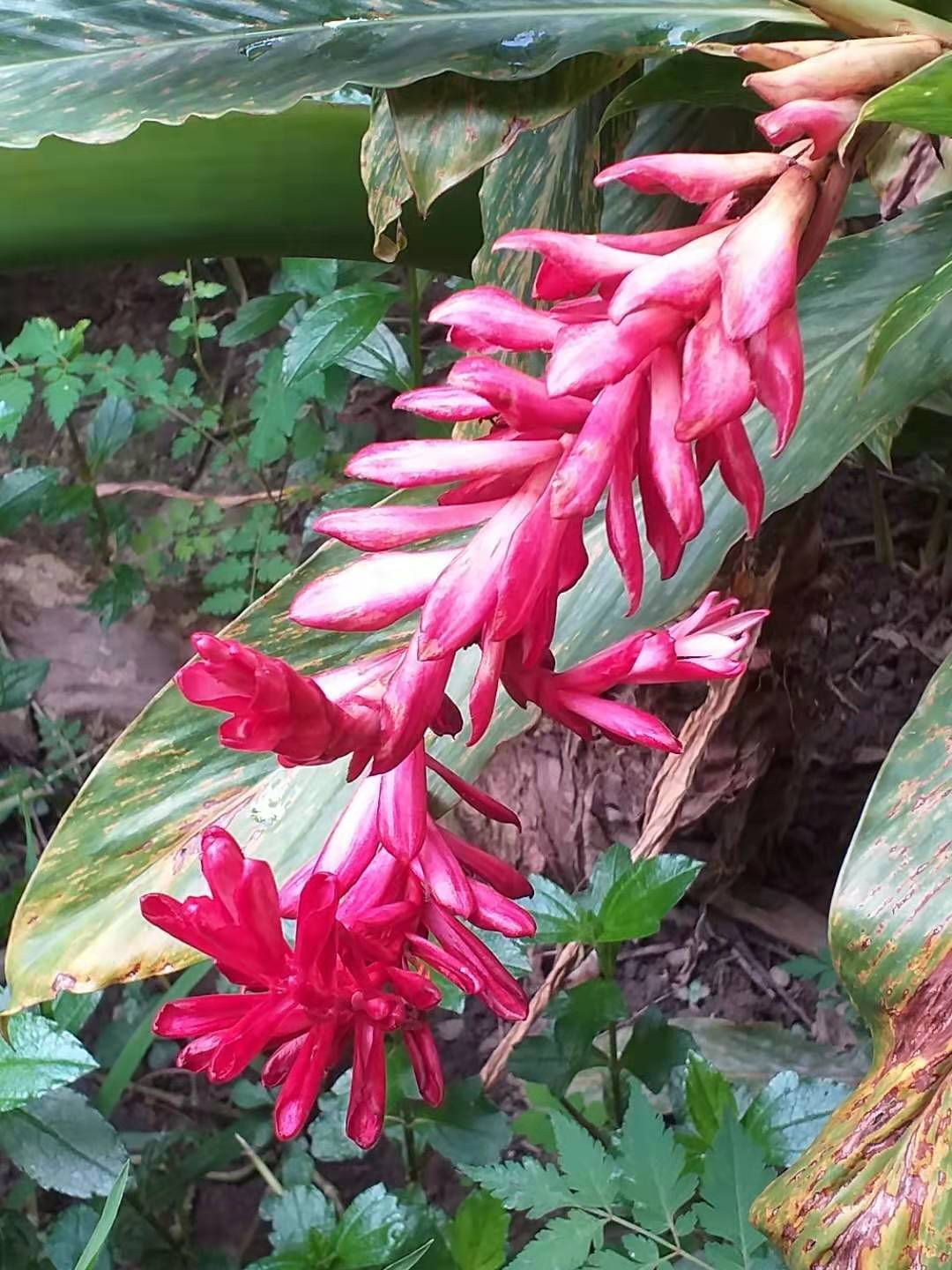

## 扩展阅读
- 紅花月桃的图片 （页面存档备份，存于）

1. ↑  H.G.A.Engler (ed.), 1904 In: Pflanzenr. , IV, 46: 323